# Mosè (Pietro Novelli)
Mosè è un dipinto a olio su tela di Pietro Novelli. È conservato presso la Galleria Regionale del Palazzo Abatellis di Palermo. Proviene dalla Casa dei Padri Filippini all'Olivella di Palermo.

## Descrizione
Il quadro è un semplice ritratto del profeta Mosè, che tiene in mano una delle tavole della Legge dategli da Dio, secondo il libro dell'Esodo. Vi si possono leggere delle parole in latino. Mosè è raffigurato davanti a uno sfondo scuro, e con metà del volto in penombra. L'altra metà illuminata consente di vedere le rughe del profeta anziano, un segno di realismo. Tra i capelli, invece, si possono appena vedere i due fasci di luce che fanno parte dell'iconografia del personaggio.